# 吴江林
吴江林（1964年—），四川泸州人，汉族，中华人民共和国政治人物、第十一届全国人民代表大会重庆地区代表。
毕业于重庆大学热力系热经济学专业。加入民盟。担任重庆市工商联副主席，重庆中讯实业（集团）股份有限公司董事长、总经理。2008年起担任全国人大代表。